# Radio Panorama
Radio Panorama (arabe : إذاعة بانوراما) est une station de radio publique tunisienne officiellement lancée le 15 octobre 2016, après une période expérimentale démarrée le 16 août de la même année.

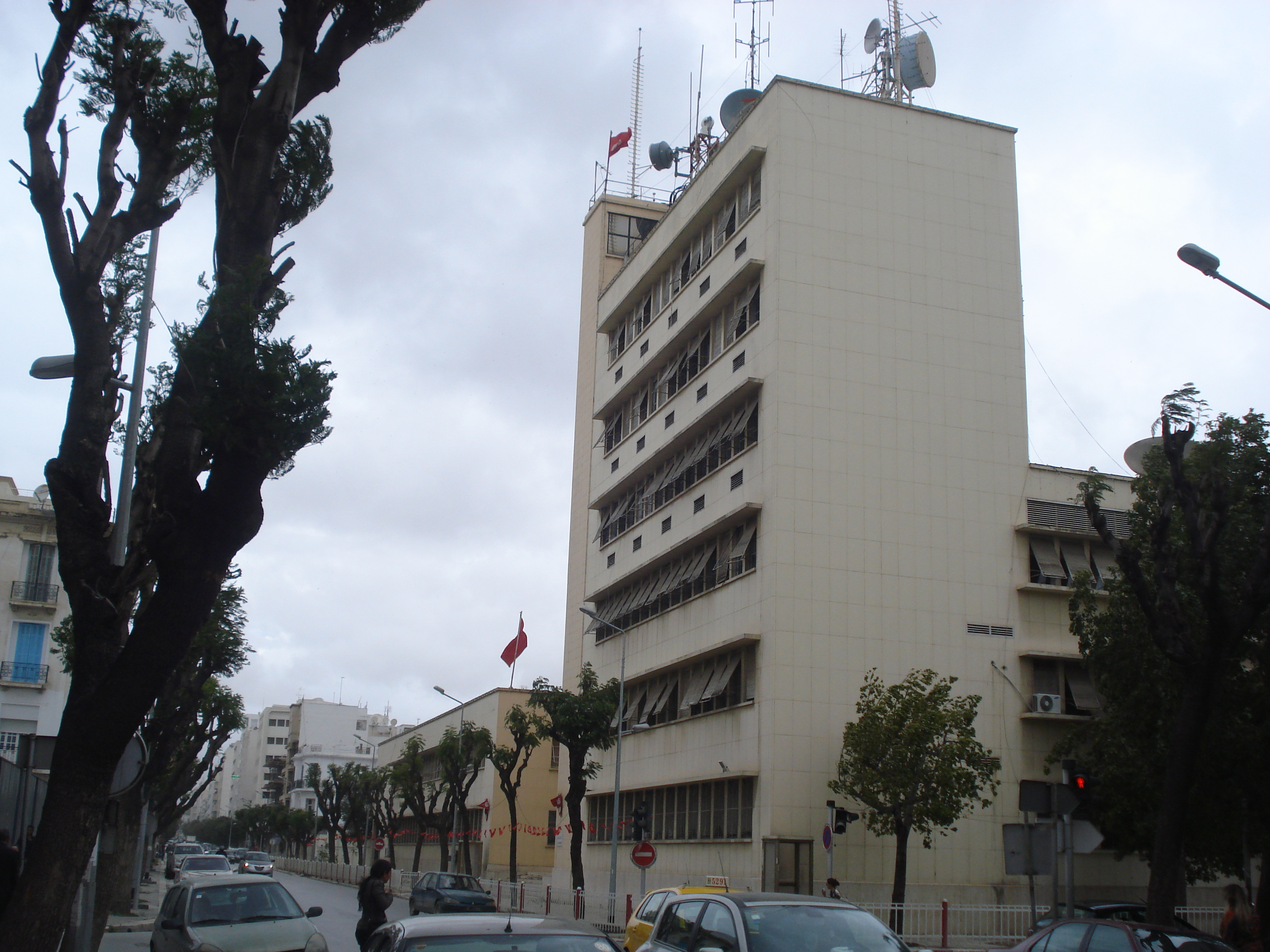
Maison de la radio tunisienne

Reprenant essentiellement des émissions produites par les stations régionales de la radio publique tunisienne, elle émet en modulation de fréquence sur le Grand Tunis et occupe le studio 14 de la Maison de la radio tunisienne située à Tunis (avenue de la Liberté). En 2016, son directeur est Mondher Jebeniani.